# Lomatia hirsuta
El radal, raral o nogal silvestre (Lomatia hirsuta) es una especie botánica de  árbol siempreverde de la familia de las Proteaceae. Crece en los bosques templados de Chile,  y de  Argentina,  entre los 35° y los 44° de latitud Sur. En Chile crece desde la Región de Coquimbo a Región de Los Lagos.

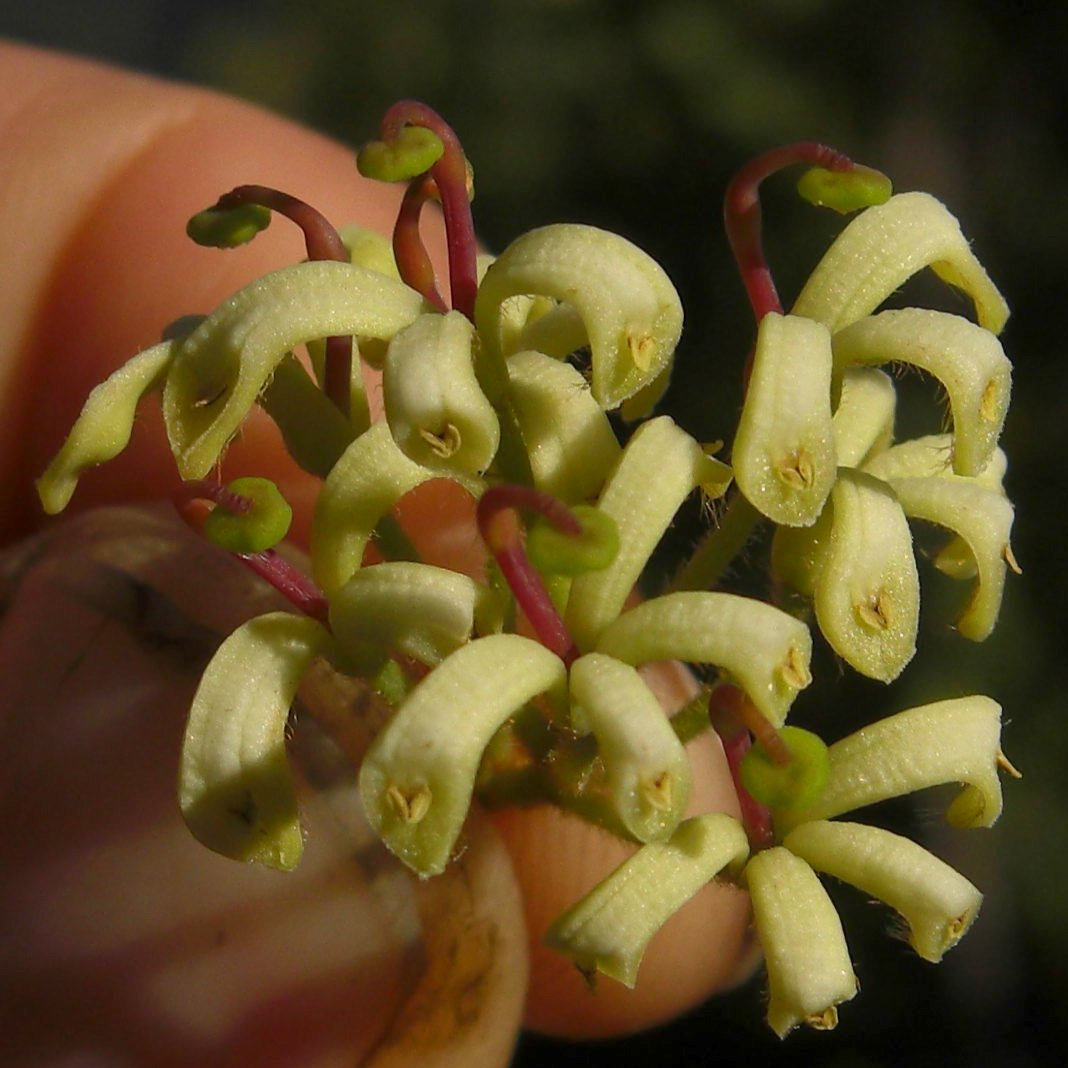
Flor

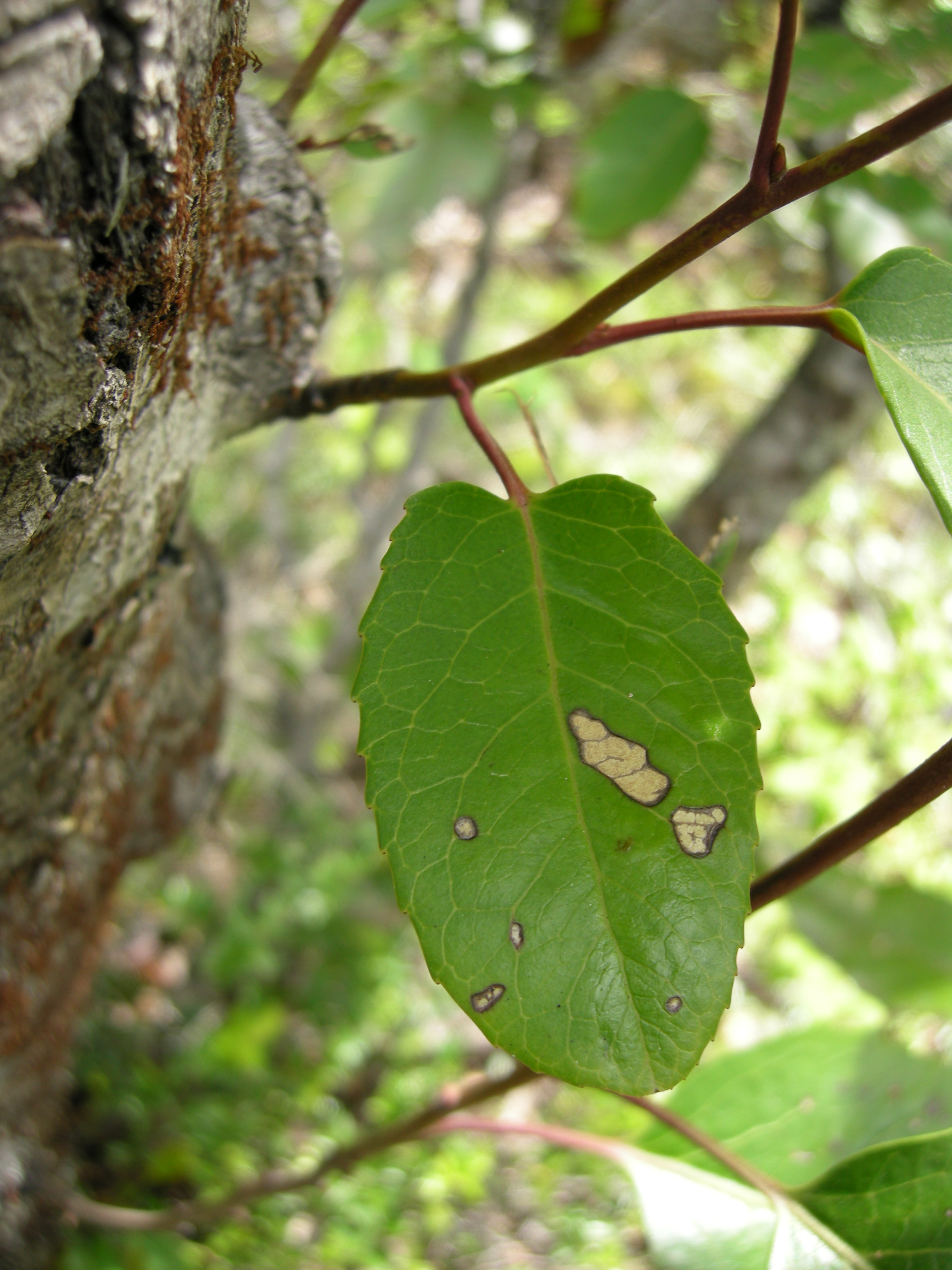
Hoja

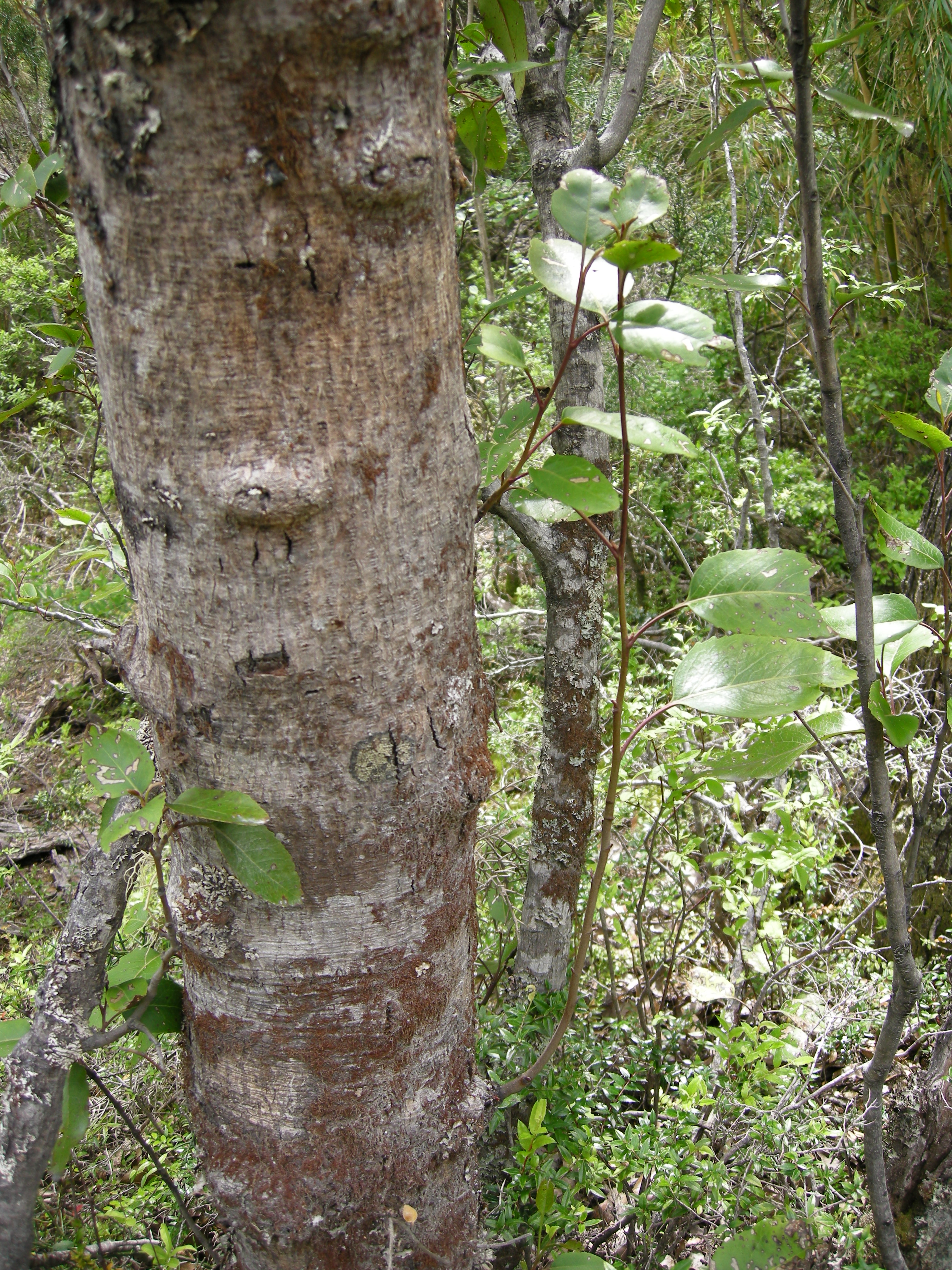
Tronco y rama

## Descripción
Este árbol o arbusto de fronda persistente, muestra agujas pubescentes. Cohabita con especies como el ciprés de la Cordillera y el Maitén, entre muchas otras. Tiene hojas largas (4 a 12 cm), simples, brillantes, ovales, aserradas; y flores blancuzcas. Se reproduce por semillas y rebrota del tocón.

## Usos y cultivos
Se planta como ornamental; se ha iniciado su cultivo en España y se ha introducido en las islas británicas tan al norte como Escocia.
Se usa para leña a causa de su abundancia relativa en ciertos lugares, como la provincia de Palena o la región de Aisén, donde esta planta creció como renuevo después de que los bosques originales fueran incendiados a mediados del siglo XX y casi desaparecieran las especies de buena calidad para leña. Sin embargo su madera, en parte grisácea amarillenta y en parte castaña en distintos tonos, tiene un veteado de tonos violáceos, que hace que sea usada para artesanías, muebles, chapas y compensados. Su madera es muy preciada en Argentina por su muy atractivo grano.
Su corteza, llamada llecha o rethra, se utiliza en el teñido de lana para obtener un color café oscuro.

## Farmacología
En el Departamento de Fitobiología, Royal Veterinary & Agricultural University, Dinamarca, se evaluó infusión de hojas de radal (Lomatia hirsuta) aislando 2-metoxijuglona (antifúngico). Tradicionalmente en los pueblos originarios el consumo de té de radal trataba problemas bronquiales, asma. El extracto de hojas reveló actividad antifúngica contra el hongo Candida albicans.

## Taxonomía
Lomatia hirsuta fue descrita por Diels ex J.F.Macbr. y publicado en Bibliotheca Botanica 29(Heft 116): 82 1937.
Sinonimia
- Embothrium alnifolium Poepp. in DC. ex Meisn.
- Embothrium hirsutum
- Lomatia alnifolia Poepp. in DC. ex Meisn.
- Lomatia obliqua R.Br.
- Lomatia opaca Klotzsch ex Meisn.
- Tricondylus obliqua Kuntze[7]